# Mazzino Montinari
Mazzino Montinari (* 4. April 1928 in Lucca; † 24. November 1986 in Florenz) war ein italienischer Historiker und Germanist. Er gilt als einer der bedeutendsten Nietzsche-Forscher.

## Leben

### Studium und politische Tätigkeit
Von 1945 bis 1949 studierte Montinari an der philosophischen Fakultät (classe di Lettere) der Scuola Normale Superiore di Pisa. Sein wichtigster Lehrer wurde der Historiker Delio Cantimori, bei dem er 1949 über die protestantische Reformation in Lucca promovierte.
In der ersten Hälfte der 1950er war Montinari aktiver Funktionär in Kulturorganisationen der Kommunistischen Partei Italiens (PCI), wo er vor allem mit dem Übersetzen deutscher Schriften, darunter Franz Mehrings Geschichte der Sozialdemokratie, beschäftigt war. Bei einem Forschungsbesuch in Ost-Berlin 1953 erlebte er den Aufstand vom 17. Juni mit. Nach der Niederschlagung des Ungarischen Volksaufstands von 1956 wandte er sich endgültig vom orthodoxen Marxismus und der politischen Laufbahn ab, blieb allerdings zeitlebens den Idealen des Sozialismus verpflichtet und auch Mitglied der PCI.

### Zusammenarbeit mit Colli
1957 traf Montinari Giorgio Colli wieder, der bereits in den 1940er Jahren sein Lehrer gewesen war. Er gab seine Tätigkeit in der Partei auf und zog 1958 nach Florenz, um an der von Colli betreuten Reihe Enciclopedia di autori classici mitzuarbeiten. Dafür übersetzte und edierte er Texte von Goethe, Schopenhauer, Burckhardt, Freud und Nietzsche.

### Nietzsche
Mit Colli bereitete er ab Ende der 1950er Jahre eine italienische Übersetzung der Werke Nietzsches vor. Durch die Arbeiten Karl Schlechtas und Richard Roos’ wurden sie auf die Problematik der bisherigen Nietzsche-Ausgaben aufmerksam, so dass Montinari im April 1961 selbst nach Weimar reiste, um die Manuskripte zu sichten. Im Goethe- und Schiller-Archiv, das die Bestände des ehemaligen Nietzsche-Archivs aufbewahrt und heute von der Klassik Stiftung Weimar betreut wird, traf er auch den kritischen Nietzsche-Forscher Erich Friedrich Podach. Nach Sichtung der Manuskripte entschieden sich Montinari und Colli, eine neue, kritische Nietzsche-Ausgabe zu beginnen, die als italienische Ausgabe im Verlag Adelphi Edizioni in Mailand, als französische Ausgabe bei Gallimard in Paris und als deutsche Ausgabe im Verlag Walter de Gruyter erschien. Ursprünglich sollte auch Podach an dieser Ausgabe mitwirken, wegen unüberbrückbarer Differenzen in der Nietzsche-Deutung kam es aber nicht dazu.
Die Arbeit an der Nietzsche-Ausgabe wurde zu Montinaris Lebensaufgabe: er übersiedelte 1965 nach Weimar, wo er auch seine spätere Frau Sigrid Oloff kennenlernte. Hilfreich war Montinaris Fähigkeit, selbst Nietzsches späte, beinahe unleserliche Handschrift zu entziffern, was vorher in diesem Maße nur der 1918 verstorbene Heinrich Köselitz gekonnt hatte.

Siehe auch: Nietzsche-Ausgabe#Die Colli-Montinari-Ausgabe
Montinari gründete mit anderen auch die seit 1972 erscheinenden Nietzsche-Studien und war bis zu seinem Tode maßgeblich daran beteiligt. Er befürwortete eine auf philologisch korrekter Grundlage basierende Deutung der Werke Nietzsches ohne voreilige Spekulationen. Zudem legte er Wert darauf, Nietzsche im Kontext seiner Zeit zu sehen; dazu sollte die ebenfalls von Colli und ihm begonnene kritische Gesamtausgabe des Briefwechsels Nietzsches dienen. Eine wirklich philosophische Interpretation Nietzsches führte er nie aus, seine teilweise im Sammelband Nietzsche lesen herausgegebenen Aufsätze sollten eher philologisch-historische Vorarbeiten, Warnungen und Bereinigungen für eine philosophische Auseinandersetzung sein. Am ehesten sympathisierte er mit dem „aufklärerischen“ Nietzsche der „freigeistigen“ Periode.

### Weitere Tätigkeiten und Auszeichnungen
In den 1970ern und 1980ern pendelte Montinari zwischen den beiden deutschen Staaten und Italien. Als Germanist lehrte er an den Universitäten von Urbino, Florenz und Pisa. 1980/81 war er Gastprofessor an der Freien Universität Berlin, 1981/82 Fellow des Wissenschaftskollegs zu Berlin, mit dessen Gründungsrektor Peter Wapnewski er auch befreundet war. In Weimar gehörte er dem Vorstand der Goethe-Gesellschaft an. Er arbeitete an der italienischen Marx-Engels-Ausgabe und an der Weimarer Heine-Säkularausgabe mit. 1985 wurde ihm der Friedrich-Gundolf-Preis der Deutschen Akademie für Sprache und Dichtung verliehen.
Montinari starb am 24. November 1986 in Florenz an einem Herzinfarkt. Die Beisetzung fand in der Kirche des Florentiner Ortsteils Settignano statt.

## Werk
- Nietzsche lesen. de Gruyter, Berlin und New York 1982. ISBN 3-11-008667-0 (Sammlung von Aufsätzen zu unterschiedlichen Themen der Nietzsche-Forschung.)
- Friedrich Nietzsche: eine Einführung. de Gruyter, Berlin und New York 1991. ISBN 3-11-012213-8. (Darstellung von Nietzsches Leben und Werk mit Ansätzen zu Deutung und Auseinandersetzung.)